# Vuelta al Lago Qinghai 2015
La 14.ª edición de la Vuelta al Lago Qinghai se celebró entre el 5 y el 18 de julio de 2016 con inicio en la ciudad de Xining y final en la ciudad de Yinchuan en República Popular China. El recorrido consistió de un total de 13 etapas sobre una distancia de 2030 km.
La carrera hizo parte del circuito UCI Asia Tour 2015 dentro de la categoría 2.HC y fue ganada por el ciclista croata Radoslav Rogina del equipo Adria Mobil. El podio lo completaron el ciclista irani Hossein Alizadeh del equipo RTS-Santic Racing y el ciclista colombiano Francisco Colorado del equipo Ningxia Sports Lottery-Focus.

## Equipos participantes
Tomaron la partida un total de 22 equipos, de los cuales 1 fue de categoría UCI WorldTeam, 3 de categoría Profesional Continental y 18 Continentales, quienes conformaron un pelotón de 150 ciclistas de los cuales terminaron 107.
| WorldTeam- Lampre-Merida Equipos continentales profesionales (3)- Nippo-Vini Fantini - RusVelo - Southeast Equipos continentales (18)- Adria Mobil - Amore & Vita-Selle SMP - Airgas-Safeway - Beijing Yanqing Innova - Bike Aid - China Continental of Gansu Bank - China Yindongli-Wildto - CK Banská Bystrica - HKSI - Kolss-BDC - Lupus Racing - Meridiana Kamen - Navitas Satalyst Racing - Ningxia Sports Lottery-Focus - Parkhotel Valkenburg - Qinghai Tianyoude - RTS-Santic Racing - Synergy Baku Project |
| |

## Recorrido
| Etapa      | Fecha       | Recorrido                 | type                   | Distancia (km) | Ganador            | Líder              |
| ---------- | ----------- | ------------------------- | ---------------------- | -------------- | ------------------ | ------------------ |
| 1.ª etapa  | 5 de jul    | Xining – Xining           | etapa llana            | 121            | Marko Kump         | Marko Kump         |
| 2.ª etapa  | 6 de jul    | Duoba – Datong            | etapa llana            | 188            | Marko Kump         | Marko Kump         |
| 3.ª etapa  | 7 de jul    | Xining – Lago Qinghai     | etapa de montaña       | 148            | Oleksandr Polivoda | Oleksandr Polivoda |
| 4.ª etapa  | 8 de jul    | Lago Qinghai – Gangca     | etapa escarpada        | 185            | Iván Savitski      | Oleksandr Polivoda |
| 5.ª etapa  | 9 de jul    | – Gonghe                  | etapa de montaña       | 133            | Primož Roglič      | Hossein Alizadeh   |
| 6.ª etapa  | 10 de jul   | Gonghe – Guide County     | etapa de media montaña | 138            | Marko Kump         | Hossein Alizadeh   |
| 7.ª etapa  | 11 de jul   | Guide County – Xunhua     | etapa de media montaña | 190            | Ilia Koshevoy      | Hossein Alizadeh   |
| 8.ª etapa  | 12 de jul   | Xunhua – Ciudad de Linxia | etapa de media montaña | 126            | Mattia Gavazzi     | Hossein Alizadeh   |
| 9.ª etapa  | 13 de jul   | Ciudad de Linxia – Dingxi | etapa de media montaña | 203            | Marko Kump         | Hossein Alizadeh   |
|            | 14 de julio | Día de descanso           | Día de descanso        |                |                    |                    |
| 10.ª etapa | 15 de jul   | Tianshui – Tianshui       | etapa escarpada        | 100            | Mattia Gavazzi     | Radoslav Rogina    |
| 11.ª etapa | 16 de jul   | Tianshui – Pingliang      | etapa de media montaña | 235            | Mattia Gavazzi     | Radoslav Rogina    |
| 12.ª etapa | 17 de jul   | Zhongwei – Zhongwei       | etapa llana            | 120            | Marko Kump         | Radoslav Rogina    |
| 13.ª etapa | 18 de jul   | Shuidonggou – Yinchuan    | etapa escarpada        | 135            | Mattia Gavazzi     | Radoslav Rogina    |

## Clasificaciones
Las clasificaciones finalizaron de la siguiente forma:

### Clasificación general
| \| Clasificación general \| Clasificación general \| Clasificación general \| Clasificación general \| Clasificación general \| \| Ciclista \| Ciclista \| Equipo \| Tiempo \| \| \| --------------------- \| --------------------- \| ---------------------------- \| --------------------- \| --------------------- \| \| 1.º \| Radoslav Rogina \| Adria Mobil \| 46 h 53 min 38 s \| \| \| 2.º \| Hossein Alizadeh \| RTS-Santic Racing \| + 3 s \| \| \| 3.º \| Francisco Colorado \| Ningxia Sports Lottery-Focus \| + 41 s \| \| \| 4.º \| Primož Roglič \| Adria Mobil \| + 1 min 38 s \| \| \| 5.º \| Oleksandr Polivoda \| Kolss-BDC \| + 2 min 23 s \| \| \| 6.º \| Matteo Busato \| Southeast \| + 2 min 39 s \| \| \| 7.º \| Andriy Vasylyuk \| Kolss-BDC \| + 2 min 50 s \| \| \| 8.º \| Thomas Vaubourzeix \| Lupus Racing \| + 2 min 59 s \| \| \| 9.º \| Matej Mugerli \| Synergy Baku Cycling Project \| + 3 min 30 s \| \| \| 10.º \| Tsgabu Grmay \| Lampre-Merida \| + 4 min 37 s \| \| |                    |                              |                  |
| |                    |                              |                  |
| |                    |                              |                  |
| Clasificación general |                    |                              |                  |
| Ciclista | Ciclista           | Equipo                       | Tiempo           |
| 1.º | Radoslav Rogina    | Adria Mobil                  | 46 h 53 min 38 s |
| 2.º | Hossein Alizadeh   | RTS-Santic Racing            | + 3 s            |
| 3.º | Francisco Colorado | Ningxia Sports Lottery-Focus | + 41 s           |
| 4.º | Primož Roglič      | Adria Mobil                  | + 1 min 38 s     |
| 5.º | Oleksandr Polivoda | Kolss-BDC                    | + 2 min 23 s     |
| 6.º | Matteo Busato      | Southeast                    | + 2 min 39 s     |
| 7.º | Andriy Vasylyuk    | Kolss-BDC                    | + 2 min 50 s     |
| 8.º | Thomas Vaubourzeix | Lupus Racing                 | + 2 min 59 s     |
| 9.º | Matej Mugerli      | Synergy Baku Cycling Project | + 3 min 30 s     |
| 10.º | Tsgabu Grmay       | Lampre-Merida                | + 4 min 37 s     |

### Clasificación por puntos
| Clasificación por puntos | Clasificación por puntos | Clasificación por puntos     | Clasificación por puntos | Clasificación por puntos |
| Ciclista                 | Ciclista                 | Equipo                       | Puntos                   |                          |
| ------------------------ | ------------------------ | ---------------------------- | ------------------------ | ------------------------ |
| 1.º                      | Marko Kump               | Adria Mobil                  | 163 pts                  |                          |
| 2.º                      | Marco Zanotti            |                              | 106 pts                  |                          |
| 3.º                      | Mattia Gavazzi           | Amore & Vita-Selle SMP       | 103 pts                  |                          |
| 4.º                      | Iván Savitski            | RusVelo                      | 100 pts                  |                          |
| 5.º                      | Mykhailo Kononenko       | Kolss-BDC                    | 93 pts                   |                          |
| 6.º                      | Liam Bertazzo            | Southeast                    | 91 pts                   |                          |
| 7.º                      | Andri Kulyk              | Kolss-BDC                    | 81 pts                   |                          |
| 8.º                      | Ioannis Tamuridis        | Synergy Baku Cycling Project | 76 pts                   |                          |
| 9.º                      | Radoslav Rogina          | Adria Mobil                  | 70 pts                   |                          |
| 10.º                     | Matej Mugerli            | Synergy Baku Cycling Project | 67 pts                   |                          |

### Clasificación de la montaña
| Clasificación de la montaña | Clasificación de la montaña | Clasificación de la montaña          | Clasificación de la montaña | Clasificación de la montaña |
| Ciclista                    | Ciclista                    | Equipo                               | Puntos                      |                             |
| --------------------------- | --------------------------- | ------------------------------------ | --------------------------- | --------------------------- |
| 1.º                         | Francisco Colorado          | Ningxia Sports Lottery-Focus         | 24 pts                      |                             |
| 2.º                         | Juan Pablo Wilches          | Qinghai Tianyoude                    | 18 pts                      |                             |
| 3.º                         | Primož Roglič               | Adria Mobil                          | 14 pts                      |                             |
| 4.º                         | Hossein Alizadeh            | RTS-Santic Racing                    | 13 pts                      |                             |
| 5.º                         | Thomas Vaubourzeix          | Lupus Racing                         | 11 pts                      |                             |
| 6.º                         | Norberto Wilches            | Qinghai Tianyoude                    | 9 pts                       |                             |
| 7.º                         | Mirko Tedeschi              | Southeast                            | 8 pts                       |                             |
| 8.º                         | Radoslav Rogina             | Adria Mobil                          | 7 pts                       |                             |
| 9.º                         | Vladimir López              | China Continental Team of Gansu Bank | 5 pts                       |                             |
| 10.º                        | Victor Niño                 | RTS-Santic Racing                    | 4 pts                       |                             |

### Clasificación por equipos
| Clasificación por equipos | Clasificación por equipos       | Clasificación por equipos | Clasificación por equipos |
| Equipo                    | Equipo                          | Tiempo                    |                           |
| ------------------------- | ------------------------------- | ------------------------- | ------------------------- |
| 1.º                       | Kolss-BDC                       | 140 h 50 min 13 s         |                           |
| 2.º                       | Adria Mobil                     | + 7 min 29 s              |                           |
| 3.º                       | RTS-Santic Racing               | + 10 min 56 s             |                           |
| 4.º                       | Southeast                       | + 11 min 39 s             |                           |
| 5.º                       | China Continental of Gansu Bank | + 24 min 00 s             |                           |
| 6.º                       | Synergy Baku Project            | + 31 min 03 s             |                           |
| 7.º                       | Lupus Racing                    | + 32 min 42 s             |                           |
| 8.º                       | Lampre-Merida                   | + 34 min 59 s             |                           |
| 9.º                       | Beijing Yanqing Innova          | + 44 min 07 s             |                           |
| 10.º                      | Ningxia Sports Lottery-Focus    | + 50 min 08 s             |                           |

## Evolución de las clasificaciones
| Etapa                   | Vencedor                | Clasificación general | Clasificación por puntos | Clasificación de la montaña | Clasificación del mejor asiático | Clasificación por equipos |
| ----------------------- | ----------------------- | --------------------- | ------------------------ | --------------------------- | -------------------------------- | ------------------------- |
| 1.ª                     | Marko Kump              | Marko Kump            | Marko Kump               | no otorgado                 | Qiao Feng                        | Synergy Baku Project      |
| 2.ª                     | Marko Kump              | Marko Kump            | Marko Kump               | no otorgado                 | Xue Ming Xing                    | Amore & Vita-Selle SMP    |
| 3.ª                     | Oleksandr Polivoda      | Oleksandr Polivoda    | Marko Kump               | Francisco Colorado          | Hossein Alizadeh                 | Southeast                 |
| 4.ª                     | Ivan Savitskiy          | Oleksandr Polivoda    | Marko Kump               | Francisco Colorado          | Hossein Alizadeh                 | Kolss-BDC                 |
| 5.ª                     | Primož Roglič           | Hossein Alizadeh      | Marko Kump               | Francisco Colorado          | Hossein Alizadeh                 | Kolss-BDC                 |
| 6.ª                     | Marko Kump              | Hossein Alizadeh      | Marko Kump               | Francisco Colorado          | Hossein Alizadeh                 | Kolss-BDC                 |
| 7.ª                     | Ilia Koshevoy           | Hossein Alizadeh      | Marko Kump               | Francisco Colorado          | Hossein Alizadeh                 | Kolss-BDC                 |
| 8.ª                     | Mattia Gavazzi          | Hossein Alizadeh      | Marko Kump               | Francisco Colorado          | Hossein Alizadeh                 | Kolss-BDC                 |
| 9.ª                     | Marko Kump              | Hossein Alizadeh      | Marko Kump               | Francisco Colorado          | Hossein Alizadeh                 | Kolss-BDC                 |
| 10.ª                    | Mattia Gavazzi          | Radoslav Rogina       | Marko Kump               | Francisco Colorado          | Hossein Alizadeh                 | Kolss-BDC                 |
| 11.ª                    | Mattia Gavazzi          | Radoslav Rogina       | Marko Kump               | Francisco Colorado          | Hossein Alizadeh                 | Kolss-BDC                 |
| 12.ª                    | Marko Kump              | Radoslav Rogina       | Marko Kump               | Francisco Colorado          | Hossein Alizadeh                 | Kolss-BDC                 |
| 13.ª                    | Mattia Gavazzi          | Radoslav Rogina       | Marko Kump               | Francisco Colorado          | Hossein Alizadeh                 | Kolss-BDC                 |
| Clasificaciones finales | Clasificaciones finales | Radoslav Rogina       | Marko Kump               | Francisco Colorado          | Hossein Alizadeh                 | Kolss-BDC                 |